# El Siete
El Siete es una cumbre situada en el macizo de Ubiña, en la cresta que une esta montaña con los Picos del Fontán, dividiendo la provincia de Provincia de León con el Principado de Asturias. Forma parte de Torrebarrio (San Emiliano (León)), en el parque natural Babia y Luna y de los concejos asturiano de Quirós y Lena, en el parque natural de Las Ubiñas-La Mesa.
Las principales vías para su ascenso parten desde el pueblo leonés de Torrebarrio a través de la pista de la Becerrera o a través del pueblo asturiano de Tuiza de Arriba a través de la vega del Meicín donde se encuentra el refugio del Meicín.